# Jean-Claude Bateux
Pour l’article ayant un titre homophone, voir Batteux.
Jean-Claude Bateux est un homme politique français, né le 26 mai 1939 à Mont-Saint-Aignan (Seine-Maritime).

## Biographie
Membre du Parti socialiste, il est député de Seine-Maritime entre 1981 et 1986 puis de 1988 à 2007. Pour la XIIIe législature (2007-2012), Jean-Claude Bateux ne se représentant pas, c'est Christophe Bouillon, son suppléant entre 2002 et 2007 qui se présente dans la 5e circonscription de la Seine-Maritime.

## Distinctions
- Chevalier de l'ordre des Palmes académiques

## Mandats
- 20/03/1977 - 13/03/1983 : membre du conseil municipal de Pavilly (Seine-Maritime)
- 26/03/1979 - 17/03/1985 : membre du conseil général de la Seine-Maritime
- 02/07/1981 - 01/04/1986 : député
- 14/03/1983 - 12/03/1989 : membre du conseil municipal de Pavilly
- 18/03/1985 - 29/03/1992 : membre du conseil général de la Seine-Maritime
- 17/03/1986 - 27/06/1988 : membre du conseil régional de Haute-Normandie
- 13/06/1988 - 01/04/1993 : député
- 13/03/1989 - 18/06/1995 : membre du conseil municipal de Pavilly
- 02/04/1993 - 21/04/1997 : député
- 25/06/1995 - 18/03/2001 : maire de Pavilly
- 01/06/1997 - 18/06/2002 : député